# Ty Ty
Ty Ty – miasto w Stanach Zjednoczonych, w stanie Georgia, w hrabstwie Tift.